# ASGLA
ASGLA або Ігла — українсько-німецький зенітно-ракетний комплекс ближнього радіуса дії, розроблений у 2011 році німецькою компанією «Рейнметалл діфенс» спільно з українською «Арсенал». Він є синтезом німецького ЗРК ASRAD-2 і ПЗРК «Ігла», встановлених на шасі БТР-80. За заявою розробників, ASGLA може використовуватися як для захисту стаціонарних об'єктів, так і як мобільний комплекс для прикриття призначеного району або місць дислокації підрозділів сухопутних військ. До складу взводу ЗРК ASGLA входять: командний пункт взводу (КНП), пост попередження і управління вогнем, а також до восьми вогневих одиниць (ПУ). Командний пункт відповідає за загальне управління і планування завдань, координацію дій інших елементів взводу і оцінку результатів стрільби.

## Опис
Мінімальна обслуга з трьох чоловік (командир, оператор і водій) розташовується у двох або більше робочих станціях. Трикоординатна РЛС виявлення і супроводу цілей X-Tar 3D компанії «Рейнметалл діфенс», яка входить до складу поста попередження і управління вогнем, дозволяє отримувати інформацію про повітряну обстановку. Станція, яка функціонує в Х-діапазоні, оснащена фазованою антенною решіткою і вбудованою антеною системи державного розпізнавання «свій-чужий». Інструментальна дальність виявлення РЛС становить 25-50 км, період оновлення інформації про ціль — 1, 1,5 або 2 сек., залежно від режиму роботи.
Стандартна обслуга поста виявлення і управління вогнем складається з командира та оператора, кожен з яких має свою робочу станцію, а також водія. ПУ ASGLA розроблена на платформі ASRAD-2. Обслуга складається з трьох чоловік (командира, стрільця і водія). Бойова маса ПУ становить 1300 кг, озброєння — чотири ракети «Ігла-1М» в готовому до пуску положенні і 12,7-мм кулемет. Ще вісім ракет зберігаються в кабіні. Башта забезпечує можливість наведення по горизонталі в секторі 360 град, по вертикалі у діапазоні від −10 до +55 град. Максимальна швидкість повороту башти — 60 град/сек. Стабілізована у двох площинах електронно-оптична система прицілювання компанії «Рейнметалл діфенс» включає тепловізійний прилад нічного бачення, опціонально — денну камеру і лазерний далекомір. Вона призначена для виявлення, розпізнавання та ідентифікації рухомих і стаціонарних об'єктів у будь-який час доби, а також в умовах обмеженої видимості і забезпечує високу ймовірність ураження як на місці, так і в русі.
Розроблений «Рейнметалл» спільно з «Діль» пасивний швидкодіючий блок датчиків пошуку та супроводу цілі FIRST (Fast InfraRed Search-and-Track) встановлюється на посту попередження і управління вогнем та ПУ. При необхідності може бути встановлений більш дешевий варіант, оснащений одним скануючим датчиком з сектором огляду по куту місця 18 град. замість 36 град. у стандартній версії. ПУ ASGLA здатна виявити ціль на дальності понад 12 км і вразити її на дальності понад 7 км. Перехоплення цілі здійснюється на відстані 5 км і більше, в залежності від ТТХ ракет.